# Hans Waldmann

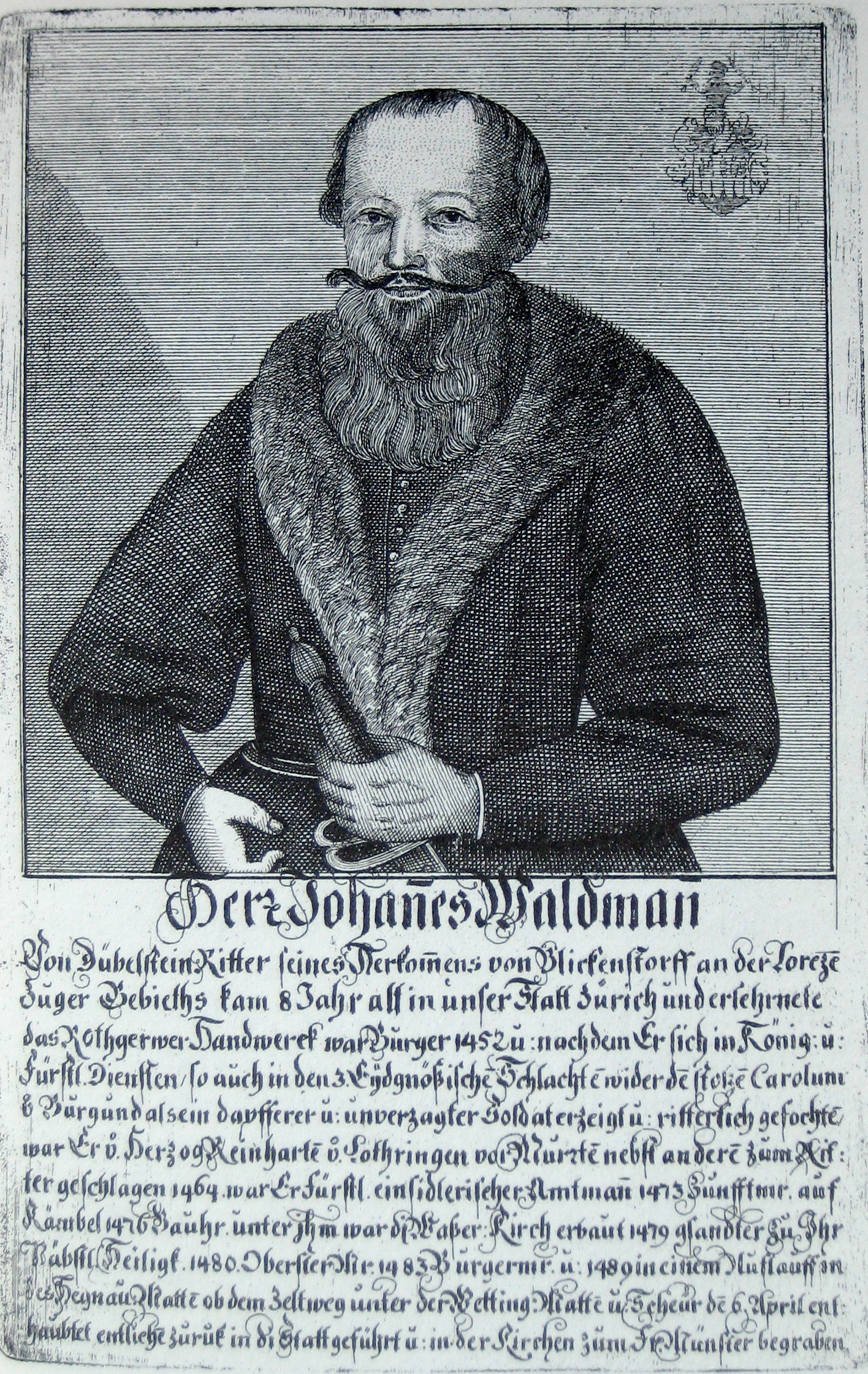
Porträt von Hans Waldmann, Ende 17. Jhd.

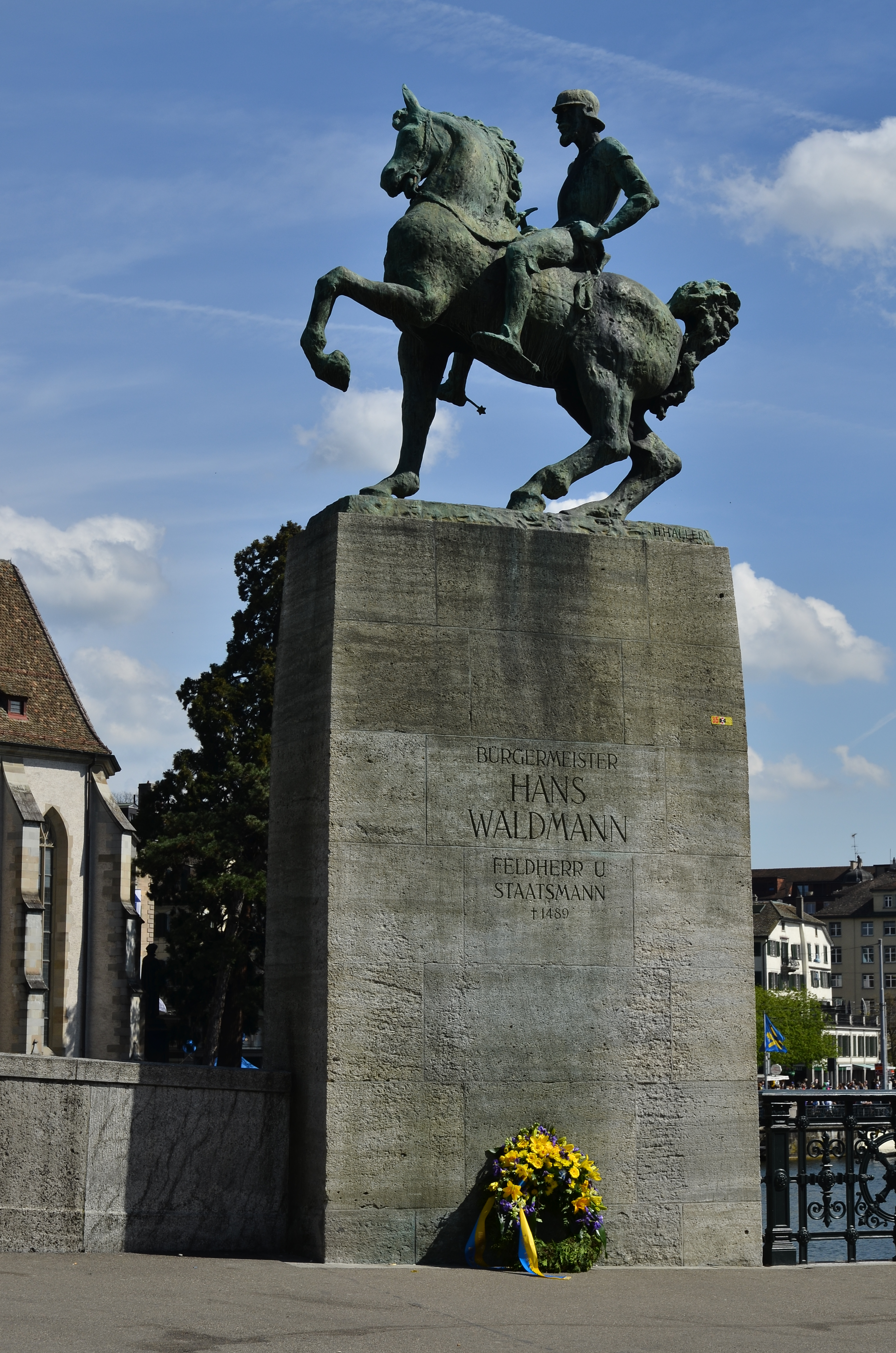
Hans-Waldmann-Denkmal, Reiterstandbild von Hermann Haller auf dem Münsterhof bei der Münsterbrücke in Zürich mit Kranz der Zunft zum Kämbel anlässlich des Sechseläutens am Sockel angelehnt

Hans Waldmann (* 1435 in Blickensdorf, Kanton Zug; † 6. April 1489 in Zürich) war ein Heerführer der Alten Eidgenossenschaft und von 1483 bis 1489 Bürgermeister der Schweizer Reichsstadt Zürich im Heiligen Römischen Reich.

## Leben

### Frühe Jahre

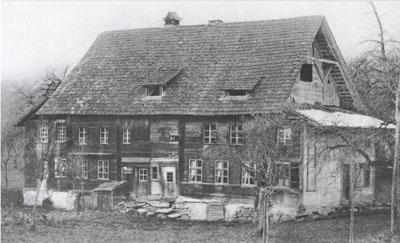
Waldmanns Geburtshaus, am 7. Juni 1893 zerstört

Hans Waldmann, Ritter und Freiherr von Dübelstein, wurde 1435 in Blickensdorf im heutigen Kanton Zug geboren. Sein Vater, Hans Waldmann (sen.), starb um das Jahr 1436. Seine Mutter Katharine war eine geborene Schweiger aus dem luzernerischen Root, deren Vater 1427 das Bürgerrecht der Stadt Zürich erhielt und Salzhandel betrieb. Armut hat die Familie nicht gelitten, war aber nicht von adligem Stand. Als gesichert gilt, dass Waldmann eine Lehre bei einem Schneider, später bei einem Gerber machte. Zusammen mit seinem jüngeren Bruder Heini und Stiefbruder Hensli Truttmann erwarb er 1452 das Stadtzürcher Bürgerrecht.

### Militärische Laufbahn
Spätestens ab 1458 nahm Waldmann zusammen mit seinem Bruder Heini an Kriegszügen der Stadt Zürich teil, so mit obrigkeitlicher Billigung am Plappartkrieg gegen die Stadt Konstanz und 1460 als Reisläufer an einem Kriegszug gegen den Abt von Kempten (Allgäu). Mit den sieben eidgenössischen Orten Zürich, Luzern, Uri, Schwyz, Unterwalden, Zug und Glarus beteiligte sich Waldmann im gleichen Jahr an der Eroberung der habsburgischen Landgrafschaft Thurgau. Militärische Erfahrung als Heerführer erhielt er als Fähnrich und Hauptmann im Dienste des Bischofs von Augsburg; im Waldshuterkrieg von 1468 zeichnete er sich in den Reihen der Constaffel als Hauptmann der Pikeniere aus. In den Rats- und Richtbüchern der Stadt Zürich finden sich in jenen Jahren wiederholt Einträge, die Waldmann und seinen Bruder als Raufbold bezeichnen und mehrfach Geldbussen verzeichnen. Erst um das Jahr 1478, vermutlich nach dem Tod seines Bruders Heini beziehungsweise nach der Belagerung von Bellinzona, zeichnet sich ein verändertes Bild in den Aufzeichnungen ab.

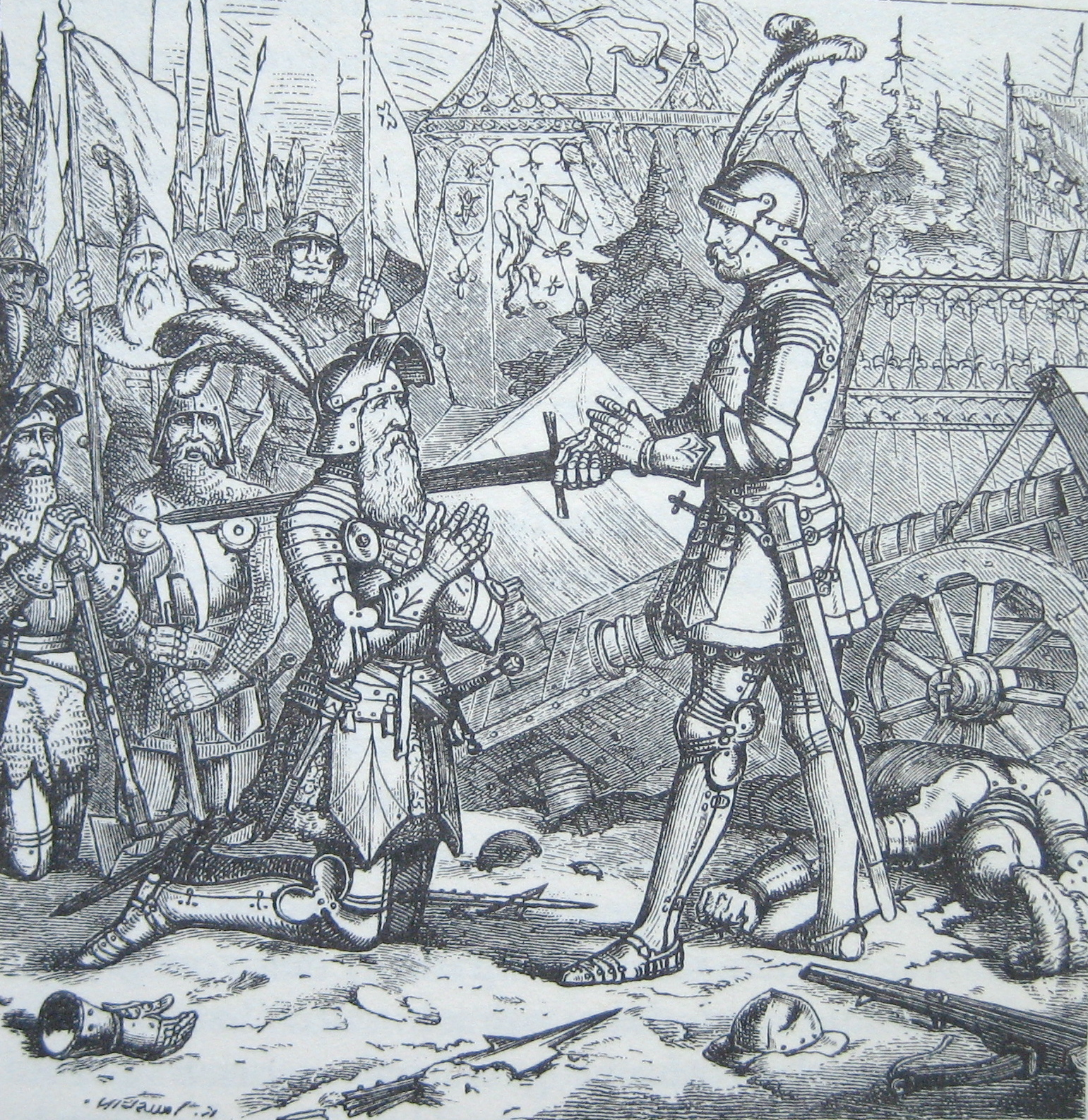
Waldmann empfängt durch Wilhelm Herter nach der Schlacht vor Murten den Ritterschlag

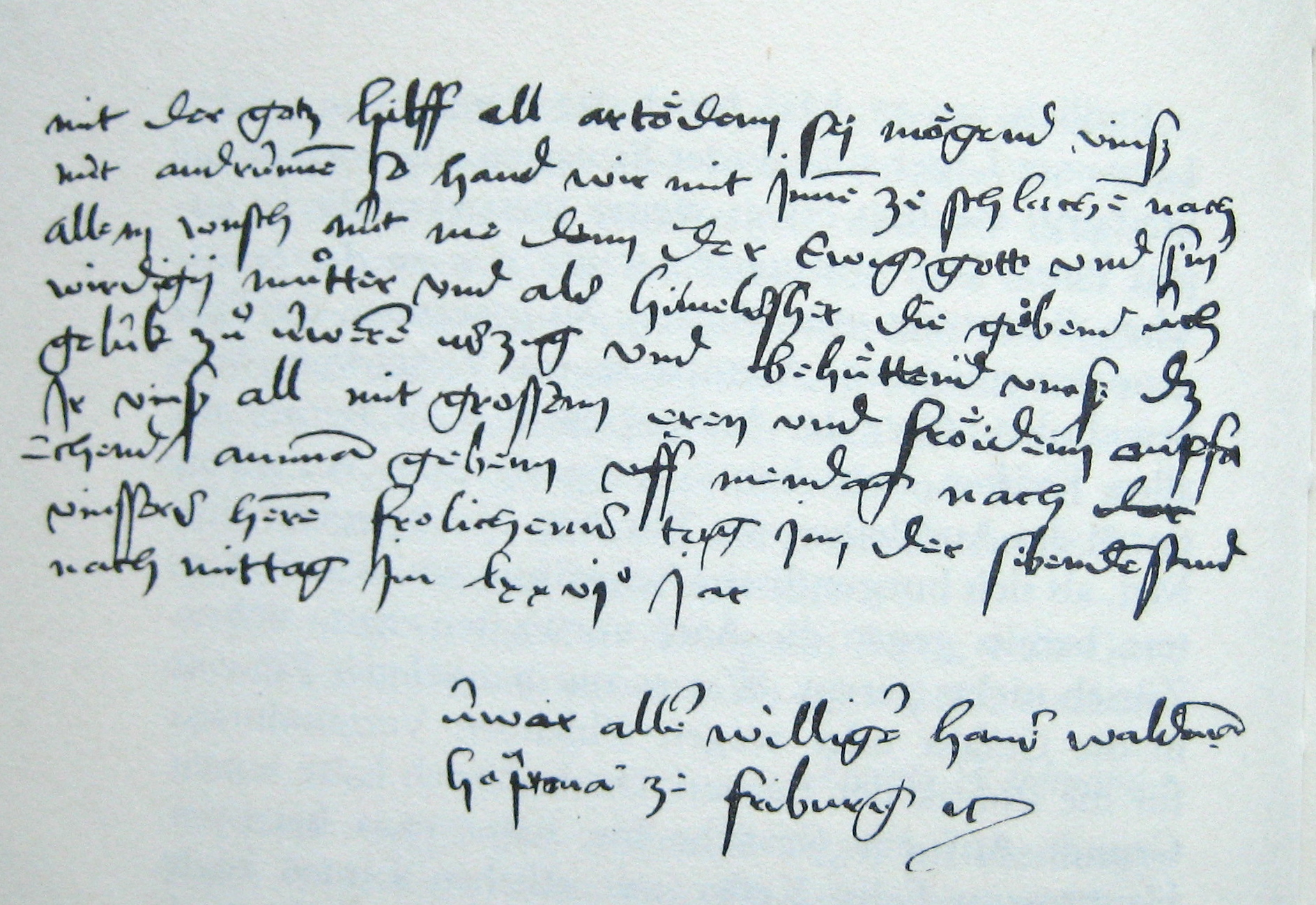
Brief Waldmanns an den Zürcher Rat, 17. Juni 1476

Während der Burgunderkriege von 1476 bis 1477 führte Waldmann das Hauptkontingent in der Schlacht bei Murten am 22. Juni 1476, bei welcher der Burgunderherzog Karl der Kühne entscheidend geschlagen wurde. Davor sicherte er während der Schlacht bei Grandson mit einem kleinen Kontingent Zürcher Truppen die Westschweizer Stadt Freiburg, wo er seinem «militärischen Instinkt» folgte und verschiedene Ausfälle auf Burgundergebiet unternahm. Am 17. Juni 1476 bittet er von Freiburg aus den Rat von Zürich, dringend Truppen nach Murten zu senden: fürdrend üch mit züchen, daz ir nüt die hindristenn sigend; denn heind keinnen zwiffel: die lüt [Feinde] sind all uinsser eigen. Am 19. Juni zogen 2000 Mann aus Stadt und Land Zürich unter der Führung von Heinrich Göldli nach Bern, wo nach einem durch Dauerregen erschwerten Gewaltmarsch über 150 Kilometer am Vormittag des 21. Juni 1400 Zürcher eintrafen. Waldmann, der mit seinem Freiburger und Zürcher Kontingent (800 Freiburger und 200 Zürcher) bereits in Bern eingetroffen war, gliederte diese in die Zürcher Truppe ein, und in der Morgendämmerung des 22. Juni vereinten sie sich mit den eidgenössischen Ständen und den verbündeten Lothringern in Ulmiz. Waldmann befehligte die Hauptmacht der Koalitionstruppen, den Gewalthaufen. Wie gross sein Anteil am Sieg der Eidgenossen ist, bleibt ungeklärt, liess aber ihm und insbesondere der Stadt Zürich grosse Anerkennung zuteilwerden und stellte den im Alten Zürichkrieg schwer geschädigten Ruf Zürichs durch die wirksam geleistete Bundeshilfe wieder her. Nach der nachmittäglichen Schlacht wurde Hans Waldmann zusammen mit weiteren Eidgenossen durch den anwesenden Adel zum Ritter geschlagen.
Als Karl der Kühne im Oktober 1476 nach Nancy zog, um die Hauptstadt von Lothringen zu belagern, erwies sich Waldmann bei der Schlacht bei Nancy nochmals als ein fähiger Heerführer. Vor dem Sieg bei Nancy soll der lothringische Herzog René II., Befehlshaber der Reiterei bei Murten, vom Pferd gesprungen sein, den Zaum von Waldmanns Pferd ergriffen und ihn so bis unmittelbar vor die Stadt Basel geführt haben.

### Sozialer Aufstieg
Bereits 1464 erfolgte Waldmanns sozialer Aufstieg durch Heirat mit der Witwe Anna Edlibach (die Mutter des Chronisten Gerold Edlibach), deren Familie es durch Eisenhandel zu Wohlstand gebracht hatte. Vom verstorbenen Ulrich Edlibach übernahm er die Verwaltung des Einsiedler Hofes in Zürich; ein Amt, das er später an seinen Stiefsohn weitergab. Diese Stellung sicherte Waldmann ertragreiche Pfründe und den Einsitz in die adlige Gesellschaft der Constaffel, nach der er auch in den Eisenhandel eingestiegen war. Sein «niederer Stand» als Emporkömmling aus der Handwerkerschaft dürfte ihm vermutlich in der vom Stadtadel und Bürgerpatriziat dominierten Constaffel nicht die erhoffte gesellschaftliche Akzeptanz verschafft haben. Nachdem sein Versuch fehlgeschlagen war, den weiteren sozialen Aufstieg durch die Constaffel zu erreichen, wurde Waldmann zum Verfechter einer weiteren Verstärkung des Einflusses der Zürcher Handwerkerzünfte (siehe Brunsche Zunftverfassung). Seit 1473 gehörte er als Zunftmeister der Zunft zum Kämbel dem Stadtrat (Kleiner Rat) an, nachdem er noch vor dem Einsitz in die Constaffel erfolglos auf die Zunftmeisterwürde der Gerwe (Zunft der Gerber) gehofft hatte.

### Gesandter der Tagsatzung und Staatsmann

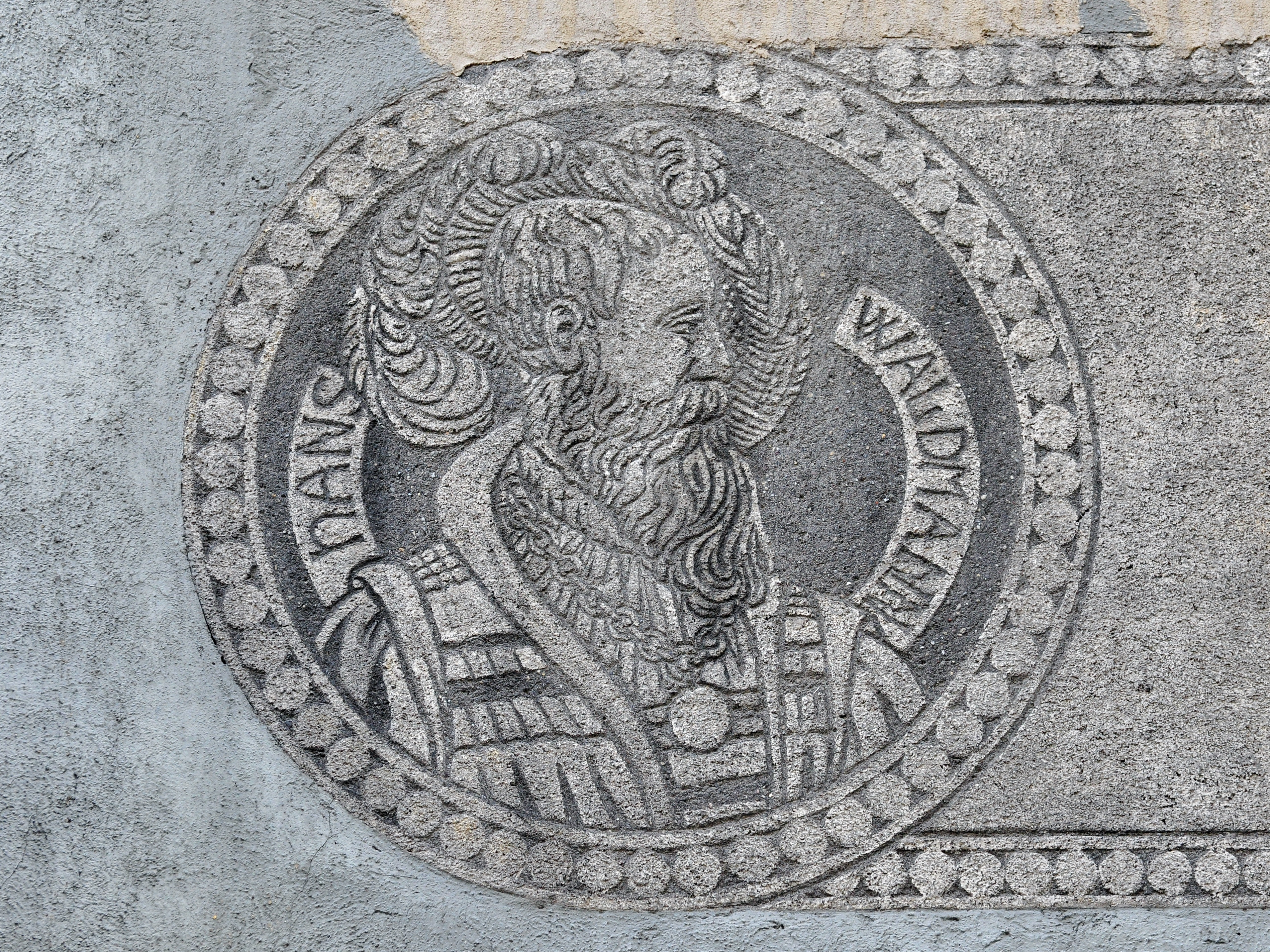
Hans Waldmann

Mit der gegen Burgund bewiesenen militärischen Stärke wurde die Eidgenossenschaft zum begehrten Bündnispartner, vor allem für die Söldnerheere der konkurrierenden Machtblöcke: Das Königreich Frankreich, das Herzogtum Mailand, das habsburgische Herrscherhaus und später für das Papsttum.
Insbesondere Waldmann scheint von fremden Gesandten umworben worden sein und führte Delegationen der Tagsatzung an die Höfe von Frankreich und Mailand, wo er mit Fürsten «von gleich zu gleich» verhandelte und unter anderem den Titel eines «Hofrats» von Mailand erhielt. Der militärische Erfolg während der Burgunderkriege machte ihn fortan zu einer wichtigen Figur der eidgenössischen Diplomatie und zu einem Machtfaktor in der zürcherischen und der eidgenössischen Politik.
Waldmann begann als eidgenössischer Beauftragter diesen Umstand für die Alte Eidgenossenschaft in bare Münze umzusetzen: Er wurde zum Gesandten der Alten Eidgenossenschaft ernannt und begab sich im Sommer 1477 zusammen mit seinem Berner Mitstreiter bei Murten, Adrian I. von Bubenberg, und Hans Imhof im Auftrag der Tagsatzung nach Frankreich, wo «Jehan Walmen, Chevalier de Suric en Almaigne» vom französischen König Ludwig XI. eine jährliche Pension von 600 Livres für seine Verdienste gegen Burgund zugesprochen wurde. Sein Mitgefühl für die von den Kriegswirren heimgesuchte Freigrafschaft Burgund brachte Waldmann in einem persönlichen Schreiben an den Rat von Zürich zum Ausdruck, als er am 17. August 1477 in Salins weilte: die armen lüt hand ir hennd uff und knüwend nider uff die aerd und bittend uinss um gotz willen und uinsser liebenn frouwen willen um friden und weinnent dar zuo, daz sy mich vast übel arbarment, und büttend uns sömlich êr [Ehre], daz ich got vast übel dar um fürchten. Das militärische und diplomatische Ansehen wirkte sich äusserst positiv auf die politischen Ambitionen Waldmanns im heimischen Zürich aus: 1476 wurde er zum Bauherrn, 1479 bis zu seinem Tod städtischer Pfleger und 1480 einer der drei Oberstzunftmeister, die je als Stellvertreter des Bürgermeisters amteten und vor allem den Einfluss der Zünfte im Rat vertraten.

### Bürgermeister der Stadt Zürich

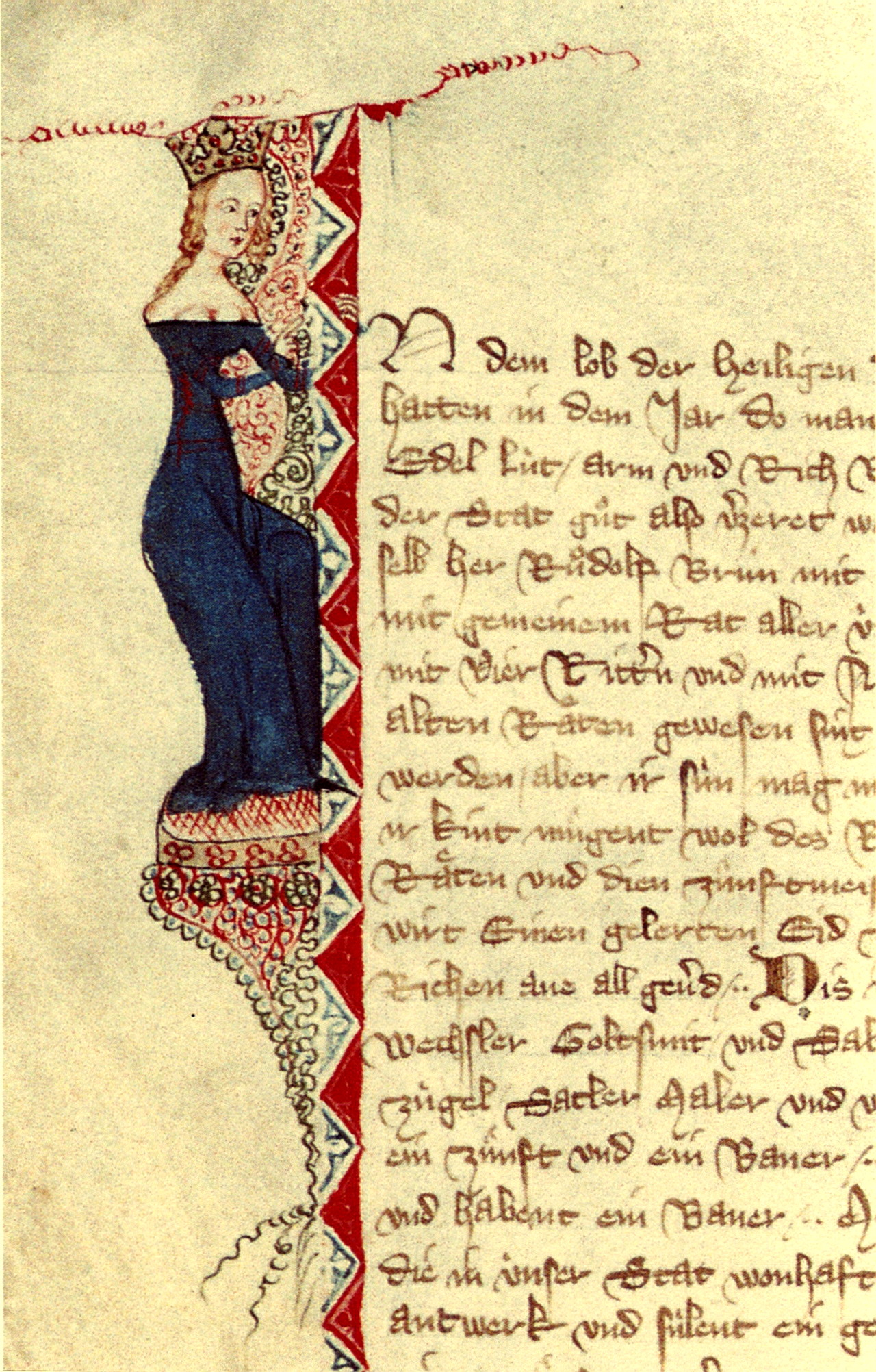
«Zweiter Geschworener Brief»

Die eidgenössisch gesinnten Zünfte erwirkten bereits nach dem Sempacherkrieg mit dem «Zweiten Geschworenen Brief» eine Einschränkung der überragenden Machtstellung des Bürgermeisters und der historisch Habsburg-freundlichen Constaffel. Auch die Zunftmeister wurden voll berechtigte Räte, und das Bürgermeisteramt war nicht mehr nur das Privileg der Constaffel. Die Bestimmung, dass der von der Bürgerschaft dem Bürgermeister geleistete Eid allen anderen Schwüren voranzugehen habe, wurde weggelassen und seine Amtsdauer auf ein halbes Jahr reduziert, so dass in Zürich (bereits ab 1384) zwei Bürgermeister, jeweils ein halbes Jahr, als «amtierender» bzw. «still stehender» Bürgermeister dem Rat vorstanden. Ab 1373 schworen die Bürger jährlich zweimal dem Bürgermeister und dem Rat Gehorsam, und umgekehrt leistete der Bürgermeister den Eid, die Zünfte und Bürgerschaft zu «behüten und Arm und Reich gleich zu richten».
Der Zweite Geschworene Brief von 1393 gab so den Zunftmeistern ausserordentliche Vollmachten zu Eingriffen in die Staatsverwaltung. Der «Kleine Rat», weiterhin das eigentliche Zentrum der Macht, organisierte sich in zwei Ratsgruppen: Dem «Natalrat» (Natale Domini: 25. Dezember) und dem «Baptistalrat» (Johannes Baptista: 24. Juni respektive Johannistag).
Seit 1480 war Waldmann als oberster Zunftmeister Vorsitzender des Zunftmeisterkollegiums. Bei den Wahlen im Dezember 1482 wurde er zum Bürgermeister gewählt und verdrängte damit in der ersten («Natalrat») Amtsperiode des Jahres 1483 den der Constaffel angehörenden Heinrich Göldli aus dem Bürgermeisteramt, was den Einfluss verdeutlicht, den Waldmann von seinen Ratskollegen zugemessen worden sein mag. Im Turnus wechselten sich Zunftmeister Heinrich Röist (von 1469 bis 1501 unangefochten Bürgermeister), Waldmann und der Constaffler Göldli im höchsten Amt ab. Nachdem von 1336 bis 1384 stets ein Bürgermeister und ab 1384 zwei sich halbjährlich abwechselnde Bürgermeister gewirkt hatten, wurde von 1483 bis 1485 die sogenannte Ratsrotte der zweiten Jahreshälfte um ein Bürgermeisteramt erweitert, das mit Göldli besetzt wurde. Nachdem sich während dreier Jahre die Bürgermeister Heinrich Röist, Heinrich Göldli und Hans Waldmann halbjährlich abwechselten, verlor Göldli im Jahr 1486 zugunsten von Waldmann sein Amt, so dass sich, wie im «Zweiten Geschworenen Brief» festgelegt, wieder zwei Bürgermeister halbjährlich ablösten.

### Hohenburger Handel

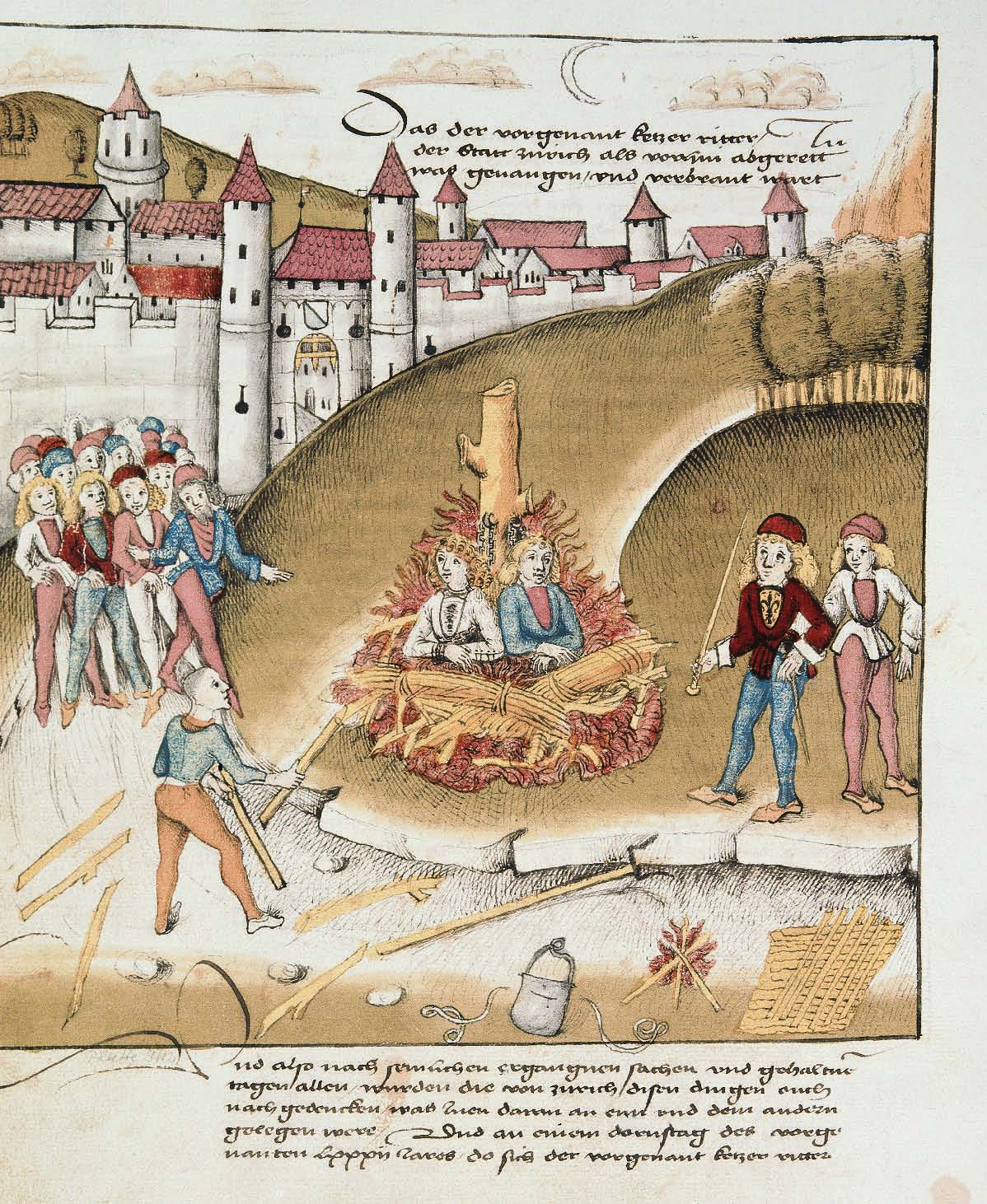
Verbrennung des Ritters von Hohenburg mit seinem Knecht, Berner Chronik, um 1483

Die Abwahl Gödlis scheint gewichtige Hintergründe gehabt zu haben, die Waldmann letztendlich zu weiterer Popularität verhalfen: Ritter Richard von Hohenburg flüchtete im Jahr 1482 wegen sexueller Vergehen aus dem Elsass, erwarb das Bürgerrecht der Stadt Zürich und fand mit Göldli und Waldmann Gönner. Hohenburgs Asyl in der Stadt führte zu ernsthaften Spannungen mit dem Bischof von Strassburg, der die Auslieferung Hohenburgs nötigenfalls mit Gewalt (Fehde) verlangte. Als ein Rechtsverfahren die Schuld des Ritters bewies, liess ihn Waldmann als Oberstzunftmeister nach einem Gerichtsverfahren wegen Sodomie zum Tod durch Verbrennen verurteilen. Göldli hingegen scheint seine anhaltende Freundschaft zu Hohenburg zum Verhängnis geworden zu sein und führte vermutlich zur Abwahl als Bürgermeister.

### Niedergang
Die nun zwei Bürgermeister aus dem Zunftstand, Waldmann und Röist, und ihre Anhänger nutzten vermutlich gemeinsam diesen Umstand, um die Stellung der Patrizier zugunsten der Zünfte weiter zu begrenzen; die zwölf Ratssitze der Patrizier (Constaffel) im Kleinen Rat sollten auf drei vermindert werden. Mit dem endgültigen Ausscheiden Göldlis aus dem Amt als dritter Bürgermeister leitete Waldmann – wie vor ihm bereits Rudolf Brun – eine weitgehend durch ihn bestimmte Herrschaft ein, auch wenn die Rolle seines Amtspartners Heinrich Röist, von 1469 bis 1501 unangefochten ebenfalls Bürgermeister, nicht klar ist. Dadurch zog sich Waldmann nicht nur die Feindschaft der Constaffel, sondern auch den Widerstand und wohl auch den Neid anderer einflussreicher Zürcher sowie zunehmend den Unwillen der Vertreter der eidgenössischen Stände zu.

### Schiedsgericht zwischen dem Wallis und dem Herzogtum Mailand
Waldmann hatte wie erwähnt nach den militärischen Erfolgen der Alten Eidgenossenschaft in den Burgunderkriegen als Gesandter der Tagsatzung gewirkt und zeichnete in deren Auftrag für die Anwerbung von schweizerischen Söldnern mitverantwortlich, insbesondere für das Herzogtum Mailand. In Grenzstreitigkeiten zwischen dem Wallis, dem Bischof von Sitten und dem Herzogtum Mailand entschied ein eidgenössisches Schiedsgericht im Februar 1487, unter Waldmanns Einfluss in Zürich, zugunsten Mailands. Waldmann liess sich, ob davor oder danach scheint nicht geklärt, mit nicht weniger als 4000 Dukaten, was einem Viertel seines im April 1489 beschlagnahmten Vermögens entsprach, von Mailand entlöhnen.
Die Walliser hielten sich nach Bekanntwerden der Zahlung nicht an den Schiedsspruch respektive Bischof Jost von Silenen unternahm am 17. April 1487 mit Unterstützung von Luzerner und Unterwaldner Kontingenten einen sog. wilden Zug ins Piemont. Als Teile dieser Truppen bei Domodossola plünderten, wurden 800 Walliser und 300 Luzerner von Mailändischer Kavallerie überrascht und im Verlauf der Rückzugsgefechte nach der sogenannten Schlacht bei Crevola am 28. April 1487 vernichtend geschlagen. In der gesamten Eidgenossenschaft führte der Ausgang des Kriegszugs zu einer eigentlichen Hasswelle gegen Waldmann, der fortan das Verlassen des zürcherischen Staatsgebiets vermieden haben soll.

### Affäre Theiling
Bereits im Herbst 1487 zog Waldmann nochmals den Unmut der eidgenössischen Stände auf sich. Der Luzerner Frischhans Theiling hatte sich in der Schlacht bei Giornico vom 28. Dezember 1478 verdient gemacht. Theiling, ein allgemein beliebter Mann, hatte wiederholt in aller Öffentlichkeit den eidgenössischen Stand Zürich beleidigt, was in jener Zeit mit dem Tod bestraft werden konnte. Im Sommer 1487 beleidigte er nach der Schlacht bei Crevola insbesondere Waldmann: Ein rechter wissenlicher böswicht, ghyder [gemeiner] morder und verräter. Im September 1487 kam Theiling wegen privater Geschäfte nach Zürich, wurde verhaftet und nach der peinlichen Befragung wegen Beleidigung der Stadt Zürich enthauptet. Die persönlichen Beleidigungen wurden nicht geltend gemacht. Waldmann ruhte in jenem Halbjahr als Bürgermeister – amtierender Bürgermeister war Heinrich Röist – und ein Engagement gegen Theiling ist in den Akten nicht festzustellen; dass Waldmann seinen Einfluss für eine Verurteilung geltend gemacht hat, wird nicht bezweifelt.

### Erneuerung des Schutzbündnisses mit Habsburg-Österreich
Die Ewige Richtung, die erste der sogenannten Einungen (Erbeinung) mit Habsburg-Österreich, wurde am 13. Oktober 1474 zwischen Bern, Luzern, Solothurn und Zürich mit Herzog Sigismund von Tirol vereinbart; die übrigen Stände (Kantone) traten im Januar 1478 bei. Der deutsche Kaiser Friedrich III. erkannte diese Einung aber nicht an. Nach langwierigen Verhandlungen sollte im September 1487 mit dessen Nachfolger Maximilian I. die durch Waldmann erstrebte «Erbeinung» erneuert werden. Luzern, Schwyz und Glarus schlossen sich aus dem Bündnis aus, und Maximilian hat den Vertrag – wohl aus Rücksicht auf Friedrich III. – nicht ratifiziert. Waldmann hatte eine Pension von jährlich 4000 Gulden zuhanden der eidgenössischen Orte, jährlich weitere 1000 Gulden zur Verteilung nach eigenem Ermessen sowie nochmals jährlich 400 Gulden als persönliche Pension ausgehandelt, was den Unwillen gegen ihn in der gesamten Eidgenossenschaft noch verstärkte.

### Waldmann und der Klerus der Stadt Zürich (Sittenmandate)

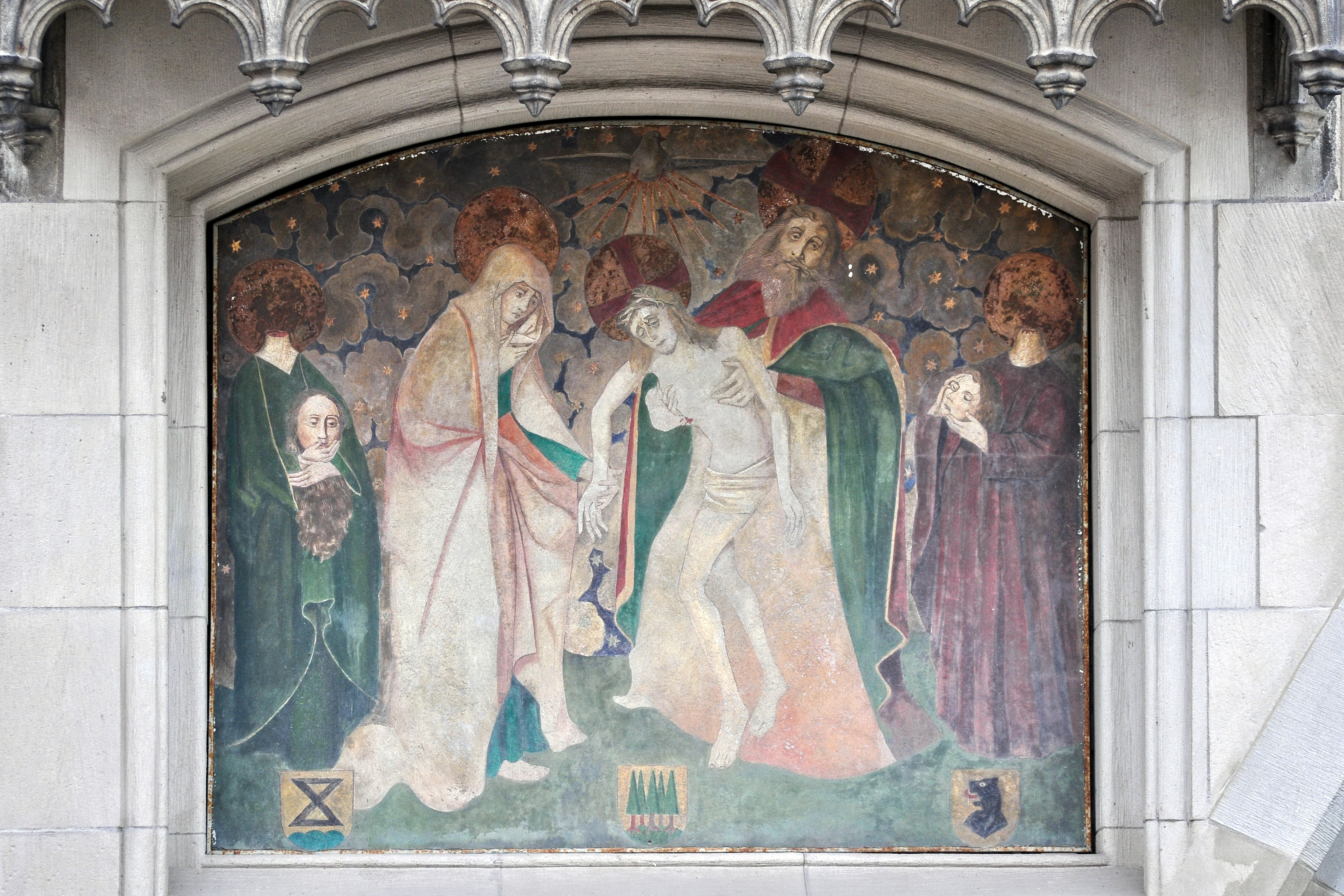
Das um 1478 von Waldmann dem Fraumünster gestiftete Wandbild mit Darstellung der heiligen Dreifaltigkeit und den Stadtheiligen Exuperantius, Felix und Regula an der Nordseite des Münsters auf dem Münsterhof

Als städtischer Pfleger (1479–1489) rettete Hans Waldmann das einst blühende Fraumünster vor dem wirtschaftlichen Ruin und beeinflusste die Wirtschaftsführung der Abtei massgeblich. Zusammen mit dem Stadtrat wurde für die Äbtissin, der wie anderen hochrangigen Klerikern ein Hang zur Verschwendung nachgesagt wurde, ein Haushaltsgeld festgesetzt, ihre Bezüge gekürzt und das Abteivermögen kontrolliert. Äbtissin Sibylla von Helfenstein (1484–1487) setzte Waldmann wegen Unfähigkeit schlichtweg ab; er wiederum entzog ihr die Insignien ihrer weltlichen Macht, Schlüssel und Siegel. Berichtet wird von einem Sittenzerfall des klerikalen Lebens: Die Klosterfrauen hätten vor allem in Häusern im Quartier «In Gassen» Wohnsitz genommen, weltliche der Ordenskleidung vorgezogen, so dass Waldmann auf ein einfaches Leben der Ordensleute innerhalb der Abteigrenzen gedrängt habe. Der kirchenfreundliche Waldmann übte strenge Aufsicht über die städtischen Kirchen und Klöster aus. So nahm er auch den Klerus des Grossmünsters durch strenge Moralvorschriften (Sittenmandate) unter Aufsicht und setzte diesem die Kirchenhoheit des Staates entgegen.
Andererseits erwarb der wahrscheinlich sehr gläubige Waldmann für sich und seine Ehefrau zwei Kirchstühle in der Augustinerkirche. Durch grosszügige Schenkungen sicherte er sich eine Grabstätte im Fraumünster und stiftete unter anderem den Lettner sowie ein Wandbild, dessen Replik noch heute beim ehemaligen Haupteingang zum nördlichen Querschiff des Fraumünsters bewundert werden kann. Der damalige Zunftmeister zum Kämbel stiftete der Kirche zudem eine neue Orgel.

### Vereinheitlichung der Rechtsverhältnisse

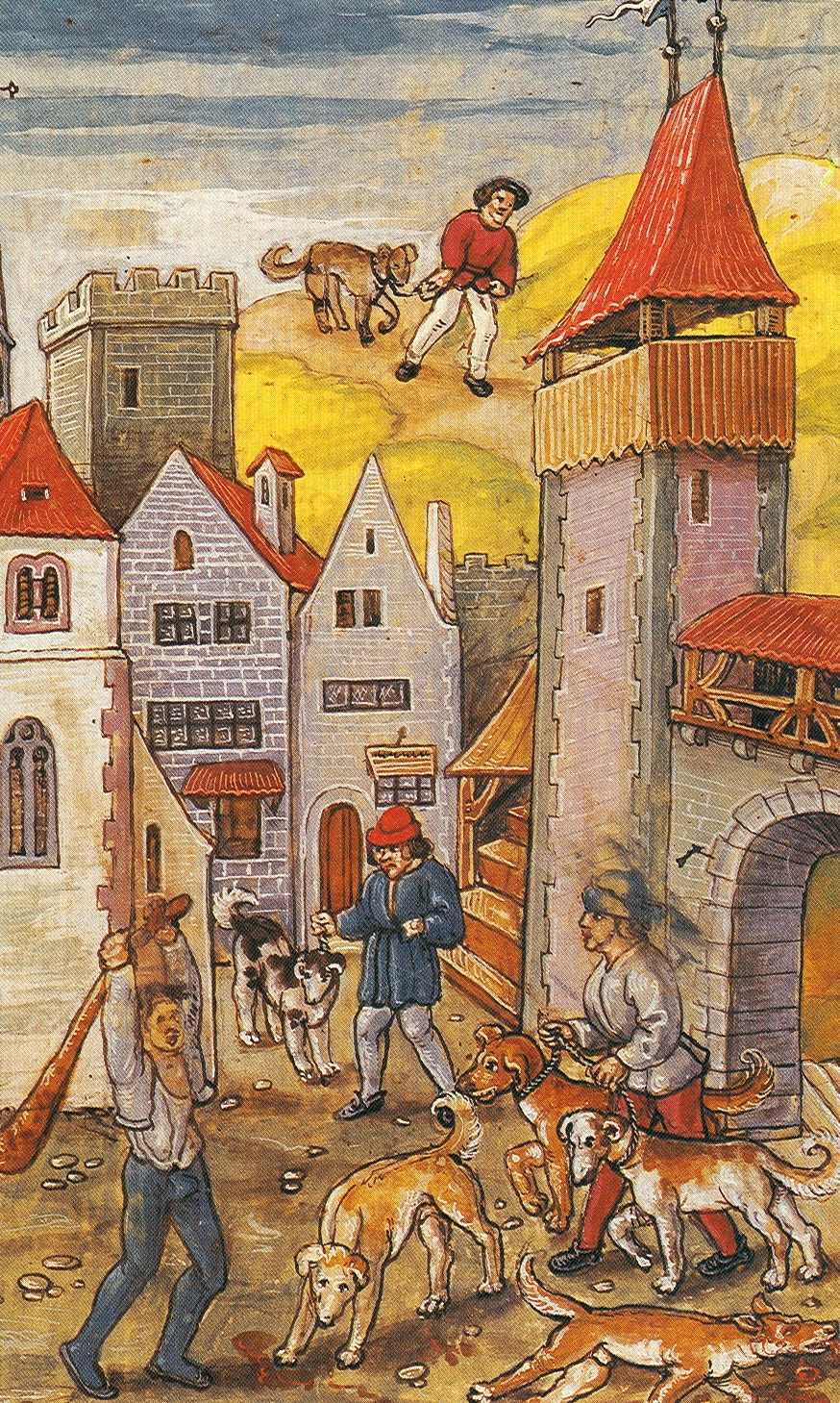
Waldmann lässt die Hunde der Bauern erschlagen, Diebold Schilling

Auch seine politischen Ziele, eine Vereinheitlichung der Rechtsverhältnisse in der Zürcher Landschaft, die Abschaffung des Söldnerwesens und eine Anlehnung an das römisch-deutsche Kaiserreich und das Herzogtum Mailand anstelle Frankreichs schuf ihm Feinde in weiten Teilen der Eidgenossenschaft.
Besonderen Unwillen erregte die Drosselung des landschaftlichen Textilgewerbes zugunsten eines wirtschaftlichen Monopols der städtischen Zünfte. Der Befehl, die wildernden Hunde der Bauern zu töten, weil sie den Wildbestand schädigten, war der Anlass zu einer offenen Empörung. Es ist heute umstritten, ob die Massnahme zum Schutz des Wildes oder als Prävention gegen die Tollwut ergriffen wurde. Die Bauern sahen das Vorgehen als Einschränkung ihrer Freiheit, da sie die grossen Hunde tatsächlich zur Jagd verwendeten; die Jagd mit Pferden und Fernwaffen war dem Adel vorbehalten.
Zu seinem Verhängnis wurden schliesslich die Aufwiegelung der Landbevölkerung Zürichs sowie Intrigen. Am 31. März 1489 trafen eidgenössische Tagsatzungsgesandte, die von den Vorgängen erfahren hatten, in Zürich ein und speisten mit Waldmann im Gasthaus zum Schwert. Im Anschluss an das Essen wurde der Stadthauptmann/Stadtknecht Hans Schneevogel, ein Schützling Waldmanns, auf der Rathausbrücke von Zürcher Bürgern erstochen. Als unmittelbare Folge dieses Mordes fiel die restliche Autorität Waldmanns in sich zusammen: In der ganzen Stadt entluden sich Hass und Neid gegen ihn. Am frühen Morgen des 1. Aprils versuchte Waldmann erfolglos, die Situation an der Ratssitzung mit den Zunftmeistern unter Kontrolle zu bringen; die Sitzung wurde von einer Delegation, unter ihnen Göldli, und der aufgebrachten Menge vor dem Rathaus unterbrochen, die von Bewaffneten aus der Umgebung Zürichs am Vormittag verstärkt worden war (Waldmannhandel).

### Festnahme und Hinrichtung

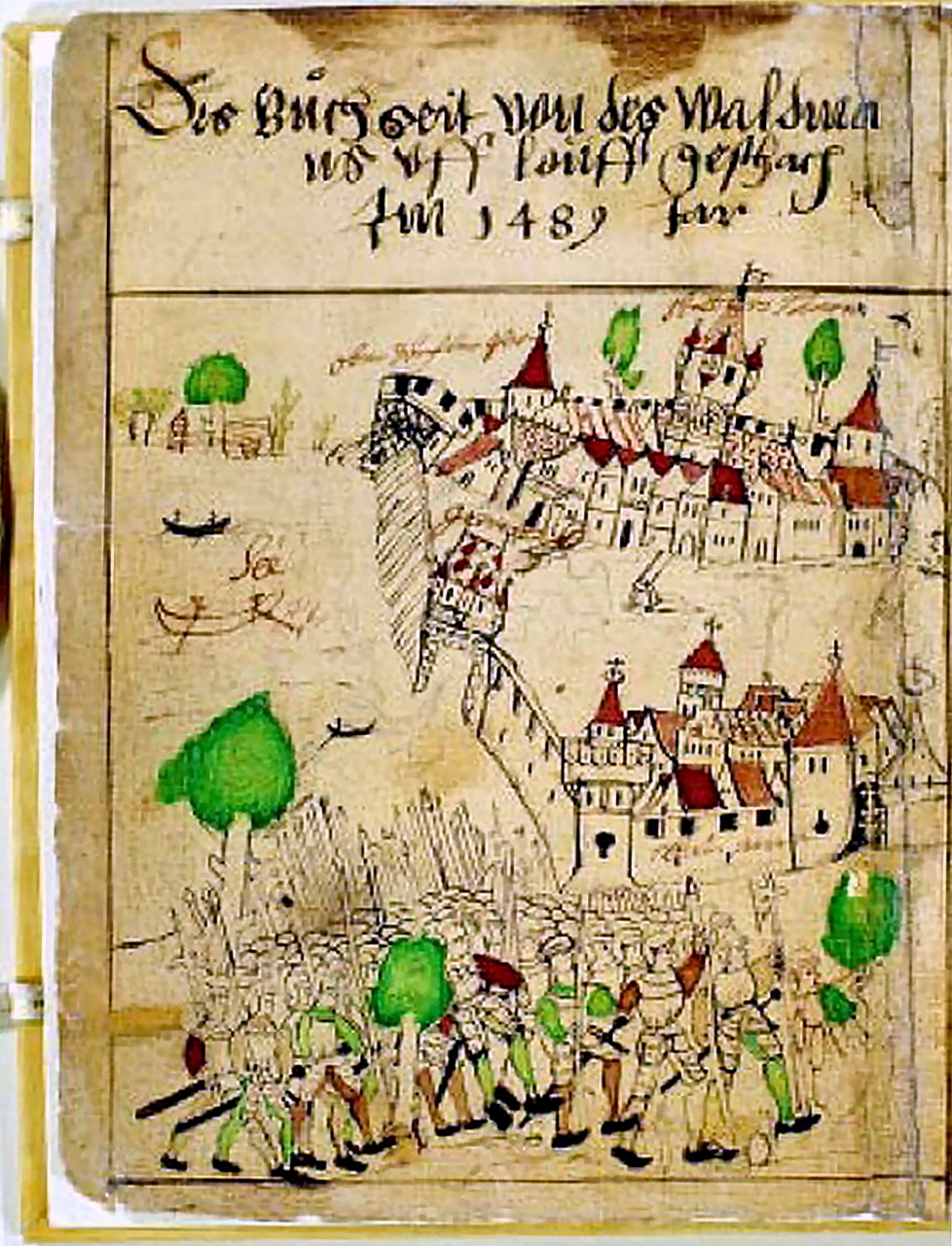
Bewaffneter Aufmarsch der Bauern im Waldmannhandel, «Hönggerbericht» um 1500

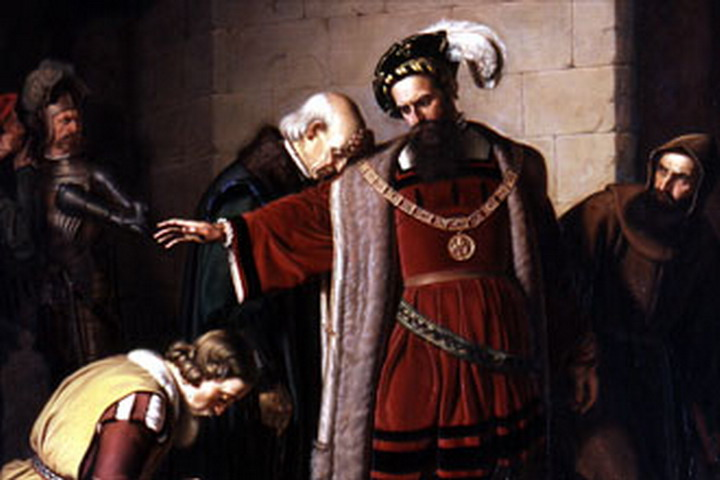
«Waldmanns Abschied» (1847) von Johann Caspar Bosshardt

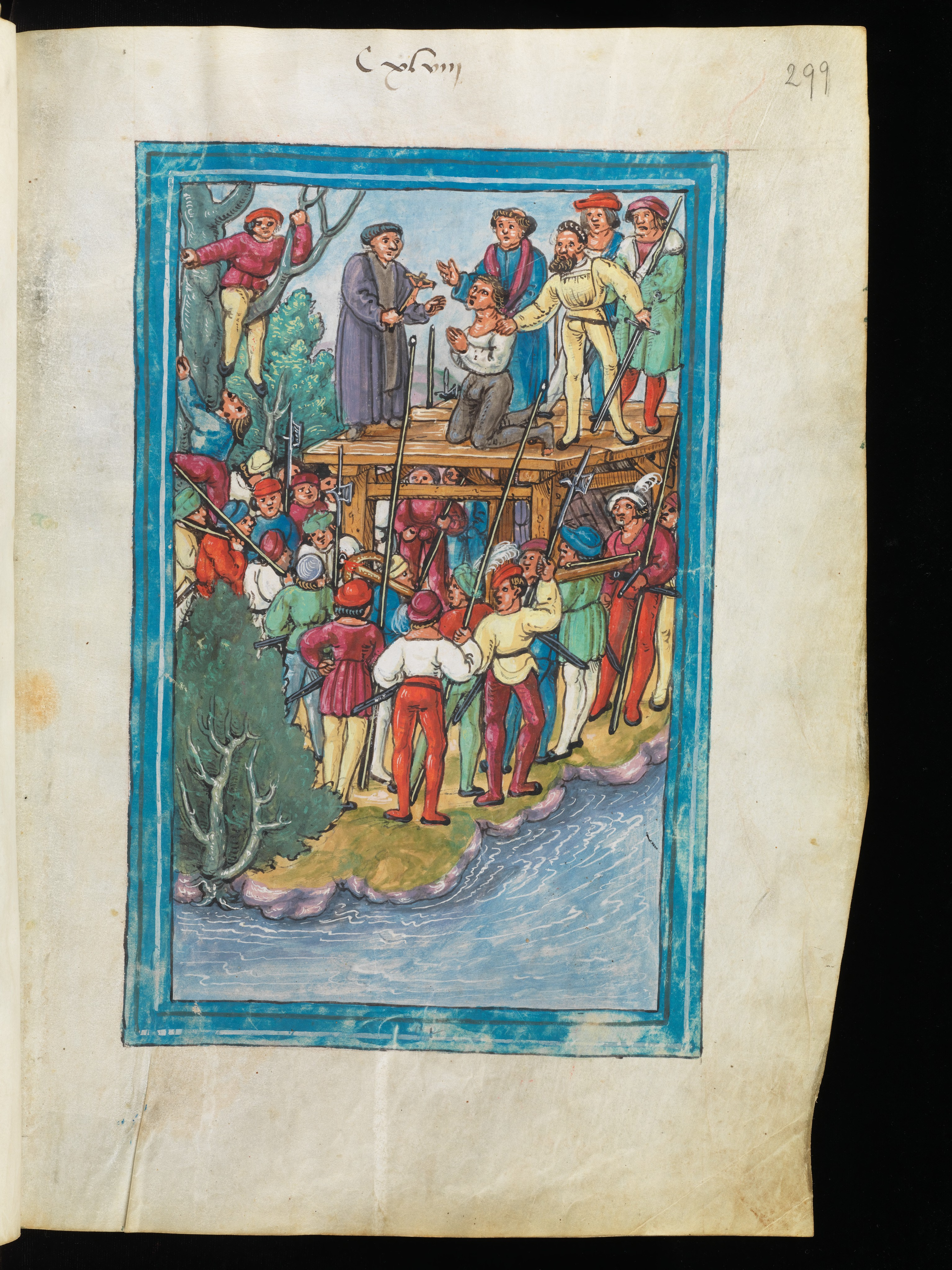
Hans Waldmann bei seiner Hinrichtung auf dem Blutgerüst, Luzerner Chronik, 1513

Waldmann wurde am 1. April 1489 zusammen mit anderen Ratsmitgliedern (einige konnten sich in Sicherheit bringen) auf Anraten der eidgenössischen Tagsatzungsgesandten gefangen gesetzt und auf Druck der wütenden Menge hin in den Wellenberg gebracht. Zur Fortführung der Ratsgeschäfte wurde ein sechzigköpfiges Gremium eingesetzt, der «Hörnere Rat». Der Überlieferung gemäss wurde Waldmann von Mitternacht des 2. April bis zum 5. April gefoltert, durch «fortwährendes Peinigen, Hängen und Strecken», so dass der Gemarterte erbermlich schrei und Gott und Maria anruoft in sinen nöten.
Die Anklage lautete auf angebliche Eidesleistung gegenüber dem französischen König, Frauen in den Ehebruch getrieben zu haben, Missachtung von Mehrheitsbeschlüssen des Rates, die angeblich nicht korrekte Verurteilung des unehelichen Sohns seines ehemaligen Mitbürgermeisters Göldlis und die «gewaltsame Behandlung des mailändischen Gesandten». Waldmann wurde ebenfalls vorgeworfen, die lebenslange Amtsdauer des Zunftmeisterkollegiums verankert und die Ratssitze der Constaffel im Rat reduziert sowie den Einfluss der Constaffel weiter eingeschränkt zu haben. Der Ausschluss Göldlis von den Amtsgeschäften und der persönliche Schutz für einen Zunftmeister und Waldmanns ehemaligen Zunftmeister Wunderlich waren weitere Anklagepunkte.
Nach einem Schnellverfahren wurde Waldmann das Todesurteil am frühen Morgen des 6. April mitgeteilt, und dankbar nahm er entgegen, mit dem Schwert (und nicht auf andere Weise) hingerichtet zu werden. Hans Waldmann wurde am 6. April 1489 um 11:00 Uhr auf der Hegnauermatte oberhalb des heutigen Bahnhofs Stadelhofen an der Hohen Promenade vom Scharfrichter mit dem Richtschwert enthauptet, nachdem ihm der Ritterstand und seine Ämter aberkannt worden waren. Das Schafott lag vermutlich an der vorderen Ecke des alten Friedhofs, wo heute der Turnplatz der Kantonsschule Hohe Promenade liegt. Der Platz wurde so gewählt, dass er von der am Südhang des Zürichbergs und in der Altstadt anwesenden Volksmenge gesehen werden konnte. Vor seinem Tod bat Waldmann die zahlreichen Anwesenden aus Stadt und Land sowie die Beobachter aus den eidgenössischen Ständen um Vergebung und bat sie, für ihn zu beten. Nachdem ihm der Scharfrichter die Oberkleider ausgezogen hatte, dankte der Verurteilte Gott, dass so viele mit ihm beten. Drei Stunden hatte er zuvor gebeichtet, dann «schritt er aufrecht und unerschrocken in den Tod». Der Überlieferung nach waren seine letzten Worte «Bewahr dich Gott vor Leid, mein liebes Zürich».
Der Berner Berichterstatter bemerkte dazu: Und er was vom anvang byss zuo end manlich und gieng so stolz und so uffrecht für und für, als er vor ye gangen was. Ebenso wunderte sich der Berner über die überstürzte Hinrichtung, die seiner Meinung nach eine eingehende Befragung verunmöglichte. Waldmanns Besitz, darunter die Burg Dübelstein samt Herrschaftsrechten, wurde beschlagnahmt: Nach Abgeltung verwandtschaftlicher und weiterer Ansprüche verblieben laut Bericht des Berner Delegierten 18'000 Gulden, wovon 12'000 Gulden an die «Äusseren» (Zürcher Landschaft) gingen, davon allein 3000 Gulden was zuolest in und vor der statt verzert werre, d. h., sie waren als Entschädigungen für Essen und Trinken während des Waldmannhandels bestimmt.
Während der Zunftrevolution im Juni 1336 hatte die Fraumünsteräbtissin, bis da die eigentliche «Stadtherrin», das Recht zur Ernennung des Schultheissen und die niedere Gerichtsbarkeit verloren; sie hatte aber das Begnadigungsrecht behalten, durch das sie Gerichtsurteile der Stadtgerichtsbarkeit aufheben konnte. Ob die amtierende Äbtissin des Fraumünsters, Elisabeth von Wyssenburg (1487–1496), eine Begnadigung der vom «Hörneren Rat» zum Tode Verurteilten hätte erwirken können, scheint nicht geklärt.

### Auswirkungen

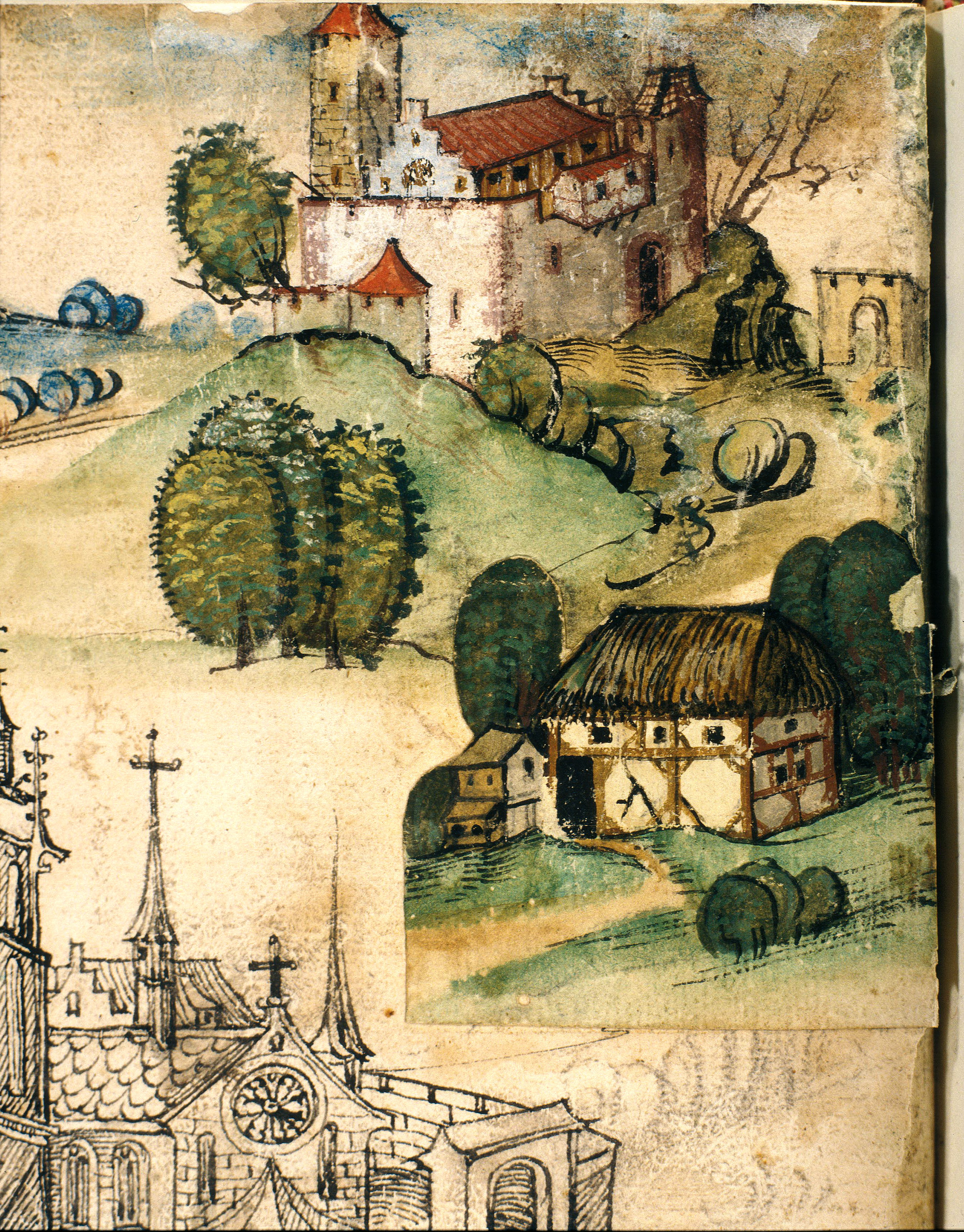
Älteste Darstellung der Waldmannsburg in Gerold Edlibachs Wappenbuch von 1489

Der «Hörnere Rat» liess Ende April und Anfang Mai auch die Zunftmeister Lienhard Oehen (Zunft zur Widder), Heinrich Götz Schuster (Schiffleuten) und Ulrich Rickler (Schiffleuten) hinrichten. Weitere Gefolgsmänner Waldmanns wurden verhaftet. Sie wurden teils gefoltert, teils zur Einmauerung verurteilt respektive letztere begnadigt oder in Gefängnisstrafen und Bussen umgewandelt. Teilweise wurden ihre Vermögen beschlagnahmt und ihre bürgerlichen und amtlichen Ehren eingeschränkt. Ulrich Widmer, der achtzigjährige Oberstzunftmeister (Zunft zum Kämbel), der sich vom 1. April bis 11. Juni 1489 dem Schutz des Fraumünsters anvertraut hatte, wurde noch am 17. Juni 1489 enthauptet, als der «Hörnere Rat» bereits sein Ende gefunden hatte. Die Intriganten des «Hörneren Rats» kamen durch den Tod von Hans Waldmann zwar kurzfristig an die Macht, wurden aber nur Wochen später abgesetzt und einige von ihnen ebenfalls hingerichtet. Waldmanns Stiefsohn, Gerold Edlibach, erwähnte in seinem Bericht zum Waldmannhandel die Namen der Mitglieder des «Hörneren Rats» und bemerkte einleitend, dass «ohnehin viele der alten Räte und Zunftmeister wieder am ordentlichen Regiment ab Ende [28.] Mai 1489 beteiligt waren».
Bereits am 25. Mai 1489 begrenzte der «Dritte Geschworene Brief» die Machtbefugnisse der Constaffel und legte verfassungsmässig die zahlenmässige und wohl auch faktische Vormacht der Zünfte im Kleinen Rat fest. Am 28. Mai, als der Geschworene Brief mit einem Fest auf dem Lindenhof gefeiert wurde, beendete ein neu gewählter Rat das Regime des «Hörneren Rats». Am 3. Juni leistete die Landbevölkerung den Schwureid, im Bewusstsein in den auf den 9. Mai (zurück)datierten Spruchbriefen ihre Rechte zugesichert zu erhalten.
Über die Regierungszeit von Hans Waldmann existieren wenige Quellen innerhalb der Stadt Zürich, da seine Feinde ihn aus den Archiven und aus den Stadtbüchern herausstrichen. So sind auch von der Gerichtsverhandlung kaum Dokumente vorhanden. Familie und Verwandte mussten aus der damaligen Eidgenossenschaft fliehen und siedelten sich in Augsburg an.

### Grabplatte

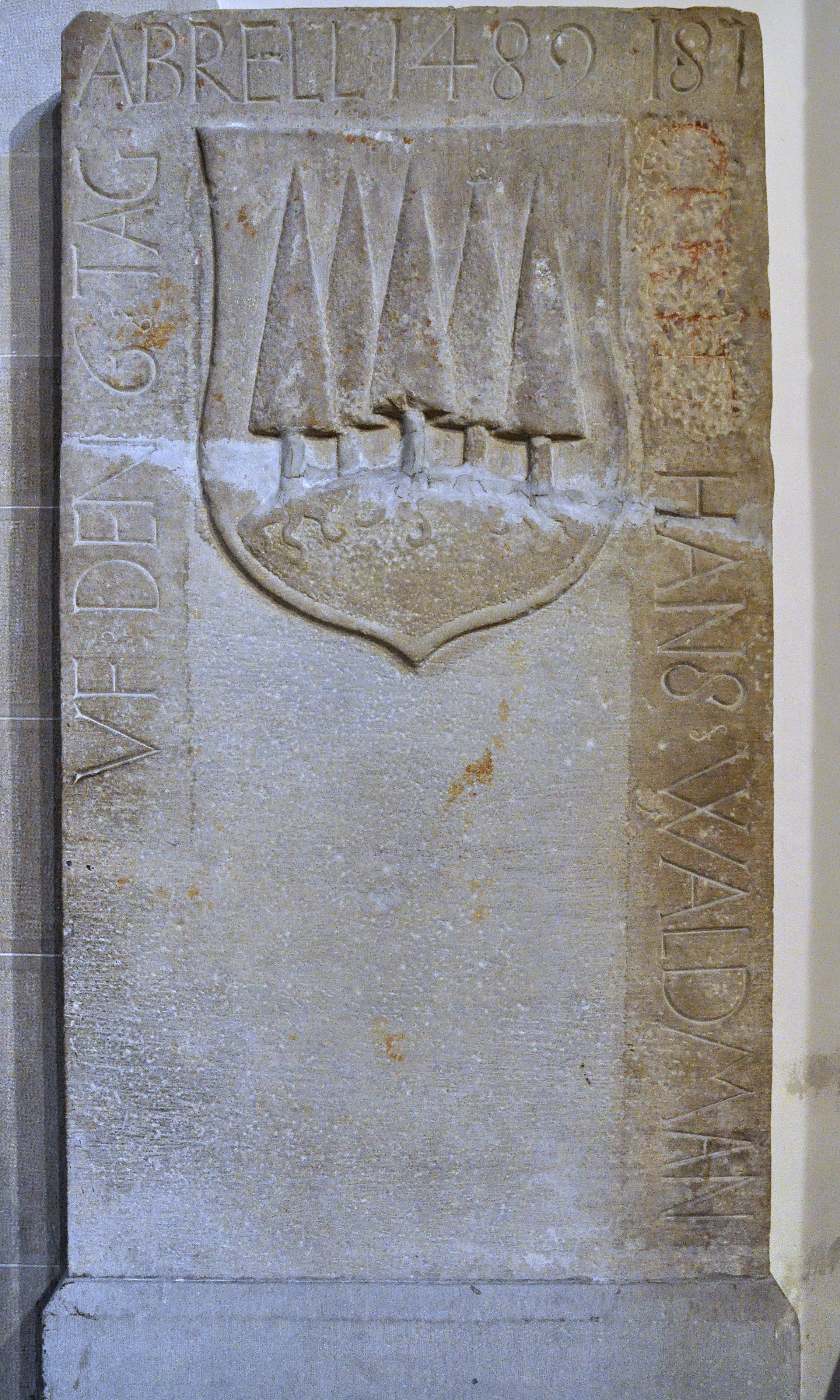
Grabplatte Waldmanns in der Fraumünsterkirche

Waldmann wurde im Fraumünster beigesetzt. Seine aus Sandstein gefertigte Grabplatte (205 × 114 × 16 cm) wurde südlich des Eingangs an der Ostwand fixiert. Es ist denkbar, dass Gerold Edlibach sie errichten liess, dessen Mutter Anna Landolt in zweiter Ehe mit Waldmann verheiratet war. Im oberen Teil ist Waldmanns Wappen mit den fünf Tannen als Relief angebracht. Gerahmt wird die Platte von einer Inschrift in Antiqua. Sie beginnt links in der Mitte und setzt sich über die obere Schmalseite und die rechte Seite fort: «VF DEN 6 TAG//ABRELL 1489 IST// (GERICHT) HANS WALDMANN». Das Wort «GERICHT» (hingerichtet) soll um 1705 weggemeisselt worden sein im Zusammenhang mit Versuchen, Waldmann zu rehabilitieren. Im 19. Jahrhundert mündeten diese in eine eigentliche Heroisierung («Waldmannsche Zeit»).
1629 fand sich beim Ausheben eines Grabes der Sarg eines Enthaupteten, der für die letzte Ruhestätte von Hans Waldmann gehalten wurde. Aus Furcht vor politischen Unruhen wurde das Grab wieder zugeschüttet und die Anwesenden zu Stillschweigen verpflichtet. «Bericht wegen eines enthaupteten toten cörpers in der Frauw-münster Kirchen: wann man vill darvon sagte, gebe es ein großes zulaufen und wurden viel auch fürnemmer [vornehme] Herren disen todten cörper sehen wollen auß welchem lrichtlich große ungelegenheit entstehen und villerleÿ widerwertige urtheil … gefället werden möchte.» 1695 lag die Platte unter Brettern, auf denen Bänke standen. 1768 wurde sie in der Kirche oder einem Waschhaus deponiert und war fortan verschollen. In den 1820er Jahren wurde sie unter dem Holzboden der Kirche wiedergefunden und 1845 von der Antiquarischen Gesellschaft am jetzigen Ort, im Eingangsbereich der Fraumünsterkirche, aufgestellt.

## Heroisierung und sogenannte Waldmannsche Zeit

### Bürgermeisterkette

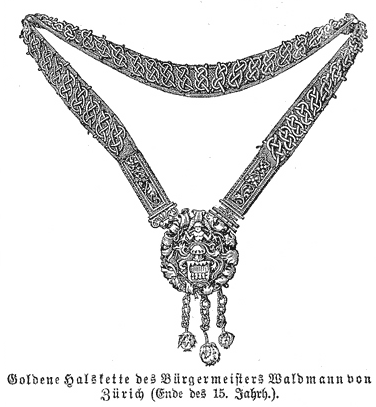
Goldene Halskette von Bürgermeister Hans Waldmann

Waldmann hatte, wie aus der Nachlassverwaltung hervorgeht, ein vergoldetes Halsband aus Silber, seine Bürgermeisterkette. Im 19. Jahrhundert kamen Gerüchte auf, dass sich der Schmuck im Besitz der Familie des Rechtsprofessors Friedrich Ludwig Keller befunden habe, der 1860 in Deutschland starb. Aufgrund dieser vagen Anhaltspunkte malte Johann Caspar Bosshardt (* 1823; † 1887) in seinem Werk «Waldmanns Abschied» den Todgeweihten mit Bürgermeisterkette und begründete seine Karriere als Historienmaler: «Der im Mittelpunkt stehende Waldmann erteilt seinen Mitgefangenen den Segen. Sein Gesichtsausdruck ist wie der eines Märtyrers gefasst, und im nächsten Augenblick wird er erhobenen Hauptes zum Schafott schreiten». Als charakteristisch für die Historienmalerei des 19. Jahrhunderts gilt, dass sie vermeintlich geschichtliche Augenblicke wie Theaterszenen festhielt: Bosshardt benutzte ein 1814 erschienenes Schauspiel als Grundlage für seine Bildkomposition.
1887 erwarb die Stadt Zürich eine Kette mit dem Wappen Waldmanns, die 1879 in Deutschland entdeckt wurde, zum damaligen stolzen Preis von 10'000 Mark. In einer grossen Ausstellung zu Waldmanns 400. Todestag wurde die Bürgermeisterkette gezeigt. Laut Ausstellungskatalog von 1889 wurde auch ein «Ledernes Kästchen aus dem Schatz des Grossmünsters, enthaltend einen Zahn von Hans Waldmann» präsentiert.

### Reiterstandbild

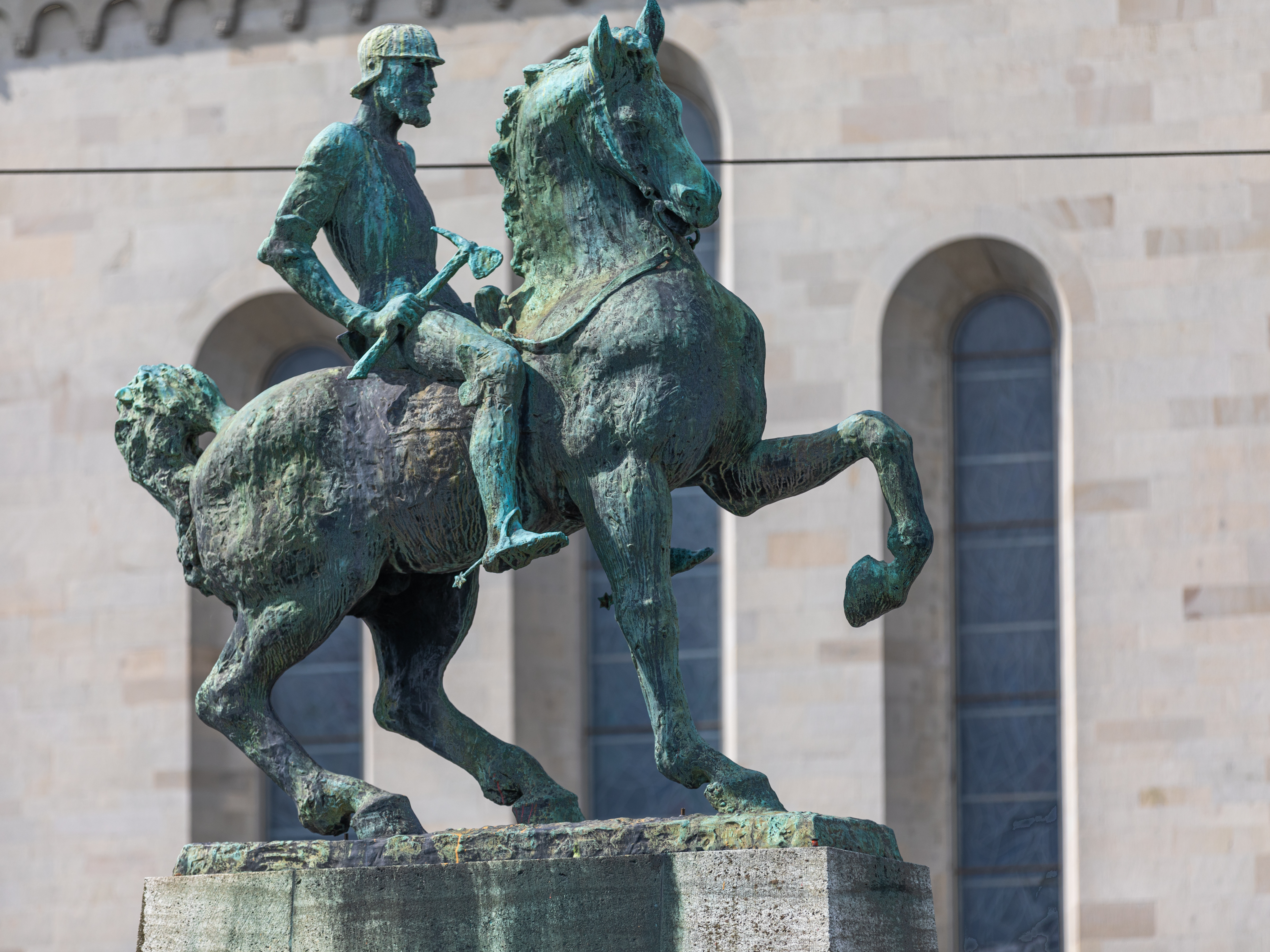
Reiterstandbild des Bürgermeisters und Heerführers Hans Waldmann in Zürich von Hermann Haller

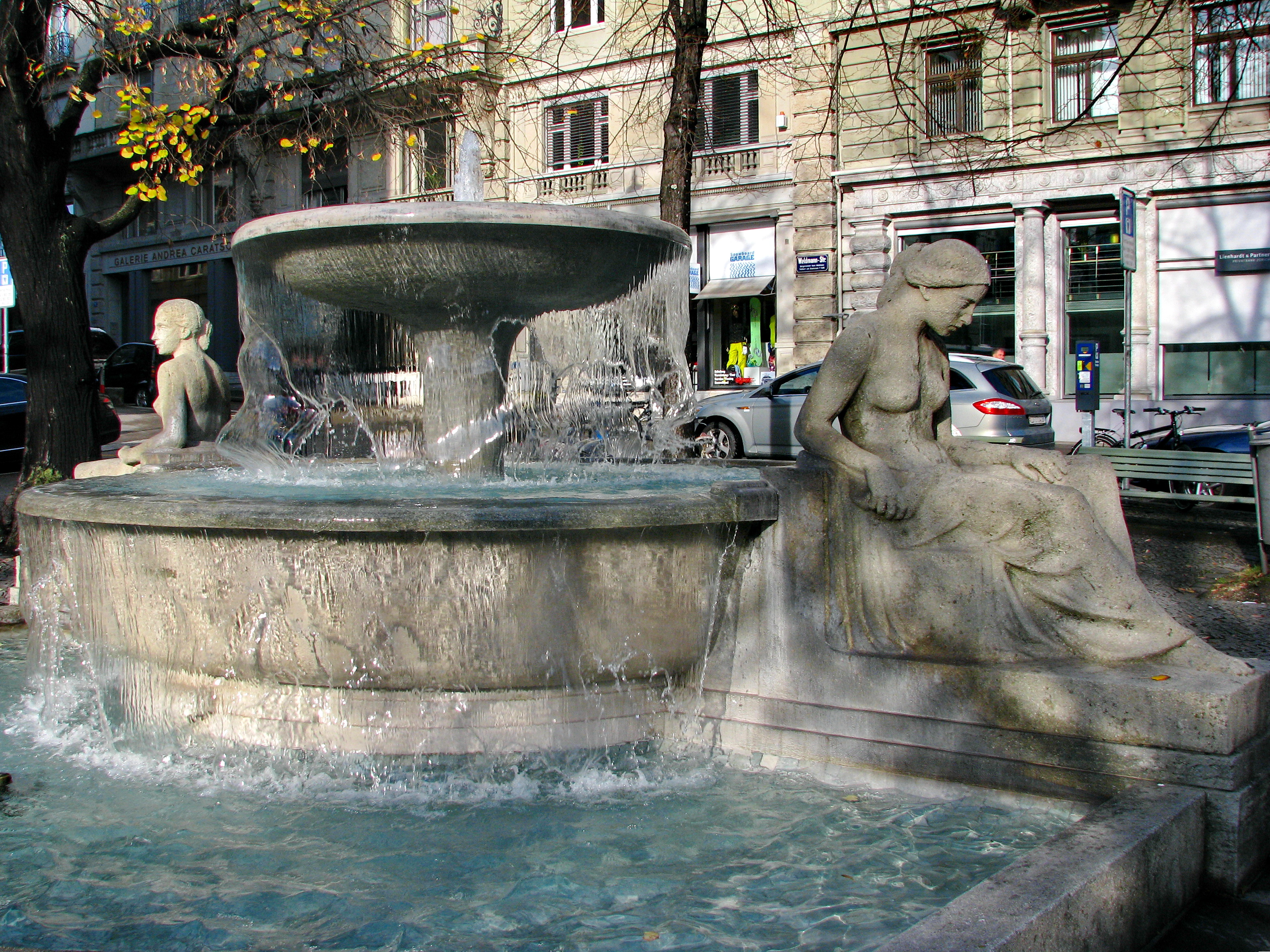
Gedenkbrunnen bei der Waldmann-Strasse von Eduard Zimmermann, 1935

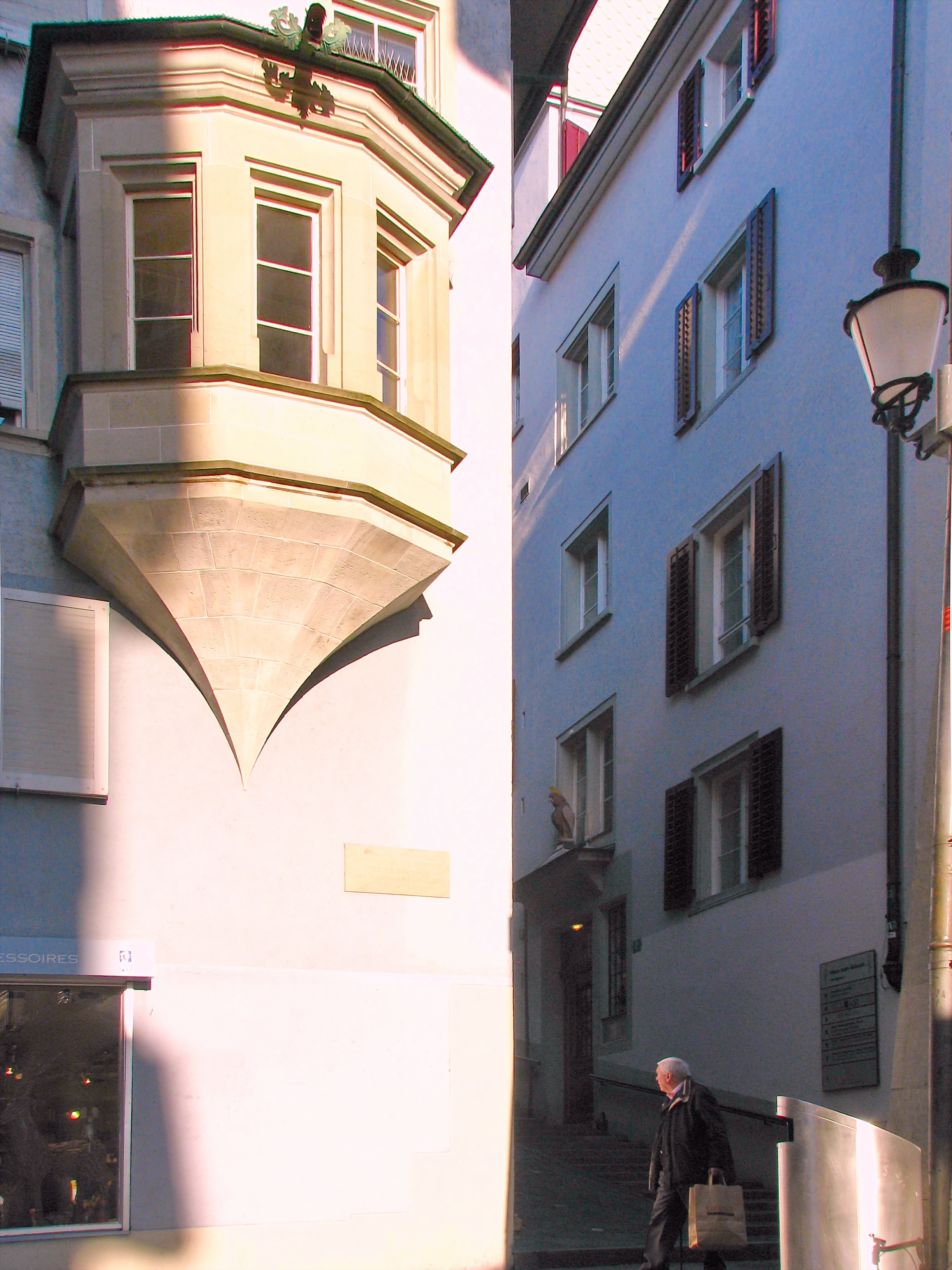
«Haus zum Steinernen Erggel», das Wohnhaus von Gerold Edlibach (links) und Waldmanns «Haus zum Sitkust»

Zu Beginn des 20. Jahrhunderts entstand der Wunsch, Hans Waldmann ein Denkmal zu setzen. Mehrere Gutachten, die der Stadtrat einholte, fielen negativ aus. Laut dem Historiker Wilhelm Oechsli wird Hans Waldmann in der Bevölkerung weit poetisch-legendenhafter dargestellt, als er wirklich war und es sei fraglich, ob er ein nachahmenswertes Vorbild darstelle. Der Despot sollte möglichst totgeschwiegen werden. Ohne Wettbewerb wurde der Auftrag an den Bildhauer Hermann Haller vergeben und die endgültige Plastik angeblich aus der Bronze eines verschrotteten italienischen Unterseeboots hergestellt. Am 6. April 1937 wurde das Reiterstandbild auf dem Münsterhof unmittelbar beim Fraumünster eingeweiht, diesen Anlass besuchten 10000 Personen. Im Unterschied zu den vorangegangenen Kontroversen vermittelte diese Feier den Eindruck grösster Einigkeit, obwohl sich patriotische Kreise ein traditionelleres Standbild gewünscht hatten. Die Zunft zum Kämbel hatte das Hans-Waldmann-Denkmal gestiftet, während der Sockel und die Anpassung der Limmat von der Stadt bezahlt wurden. Durch die Aufstellung des Denkmals hoffte die Zunft auf eine Rehabilitierung ihres ehemaligen Zunftmeisters, der möglicherweise einem «Justizmord» zum Opfer gefallen ist. An jedem Sechseläuten, bevor sie sich zum Umzug begeben, legen die Mitglieder der Zunft zum Kämbel einen Kranz in Gedenken an Waldmann nieder. Für das breite Volk hat die Statue durch Propaganda in der Zeit des Nationalsozialismus eine neue Funktion erhalten. Sie dient nicht mehr zur Glorifizierung einer Person, sondern der patriotischen Verehrung und somit als Symbol für den Zusammenhalt der Eidgenossenschaft.
Schon 1967 wollte Carl Bucher angelehnt an Cristo und Jeanne-Claude eine permanente Hülle des Denkmals herstellen und diese selbst als Kunstwerk aufstellen. Seit der Kunstausstellung «TRANSIT 1999» sind weitere Stimmen laut geworden den Sockel Waldmanns für andere Kunstwerke zu nutzen. So schlug Brita Polzer, Dozentin an der F+F Schule für Kunst und Design, vor, das Denkmal «dieses fragwürdigen Helden aus Zürich» durch Gegendenkmäler zu erweitern oder sogar ganz einzuschmelzen und als Münzen an Liebhaber zu verkaufen.

### Schlachtpanorama von Murten
Anlässlich der Expo.02 thematisierte der Monolith im Murtensee unter anderem das umstrittene «Schlachtpanorama von Murten». Das 1893/94 vom Künstler Louis von Braun geschaffene Werk zeigt als zentrale Figuren Hans von Hallwyl, Befehlshaber der Vorhut, und Waldmann, der die eidgenössische Hauptmacht bei der Schlacht bei Murten führte: «Auffallend ist ihre nahezu identische Pose … Zu unterscheiden sind die beiden Krieger in ihrer Ausstattung. Der eine, der Zürcher Hans Waldmann, im rötlichen Kriegswams über der Rüstung, weist mit seiner Waffe nach vorne, der andere, Hans von Hallwyl, das Schwert in der hocherhobenen Rechten, ist grau gepanzert … Subtil herausgearbeitet sind die Hinweise auf ihre familiäre Abkunft … Das Wappen Waldmanns auf der Pferdedecke weist die charakteristischen fünf Tannen auf, jenes von Hans von Hallwyl die schwarzen Schwingen im goldenen Feld. Im Gewoge all der Standarten, Flaggen und Wappen gehören diese zwei Wahrzeichen Männern, denen die Geschichtsschreibung einen wesentlichen Anteil am Sieg der Eidgenossen und ihrer Verbündeten über das burgundische Heer von Herzog Karl dem Kühnen zuweist».

### Trivia
- Eine Überlieferung erzählt, Waldmann habe seit der Schlacht bei Nancy einen Talisman mit sich geführt – ein in feine goldene Ranken gefasstes kristallenes Herz: Es habe seinem Träger ungewöhnliche Kräfte verliehen, herrührend von einem ins Herz eingelassenen Stück aus der Dornenkrone Jesu Christi. Das Herz soll unweit vom Leichnam seines vorherigen Besitzers, Karls des Kühnen, am Boden gelegen haben.[3] Vermutlich eine Geschichte, die ähnlich den Wunderzeichen anlässlich der Graböffnung im Jahr 1629 ins Reich der Legenden zu verweisen ist.
- Nach Hans Waldmann ist ein Pfadfinderkorps der Stadt Zürich benannt.[29]
- Zur Erinnerung an Hans Waldmann wurde 1933 das Hans Waldmann Schiessen gegründet und bis 2020 jährlich durchgeführt. Zunächst auf dem Schiessplatz Dübendorf, ab 2006 auf dem Hönggerberg, zog es jeweils Ende August Hunderte von Schützen aus der ganzen Schweiz an. Die Zunft zum Kämbel hatte von Anfang an das Ehrenpatronat für dieses Historische Schiessen übernommen.[30]

## Filmdokumentationen
- Die Schweizer (2. Teil): Hans Waldmann und Niklaus von Flüe – Haudegen und Heiliger, vierteilige Dokumentation des Schweizer Fernsehens, 2013.